# Kunstenfestivaldesarts
Il Kunstenfestivaldesarts è un festival internazionale di arte contemporanea, che si tiene ogni anno a Bruxelles. Il primo festival ha avuto luogo nel 1994.
Il Kunstenfestivaldesarts, che gode del sostegno congiunto delle comunità fiamminga e francofona del Belgio, riunisce in diversi luoghi della capitale diverse discipline artistiche e dello spettacolo, proponendo un calendario internazionale di teatro, danza, film, spettacoli, mostre e musica.

## Missione
Il Kunstenfestivaldesarts si propone come un festival "urbano e cosmopolita", evidenziando questo aspetto con la proposta di "una complessa rete di comunità in cui si relativizzano i concetti di nazione, lingua e cultura" e riunendo le due principali identità belghe, fiamminghi e francofoni, in un progetto bilingue.